# Canal lacrimonazal

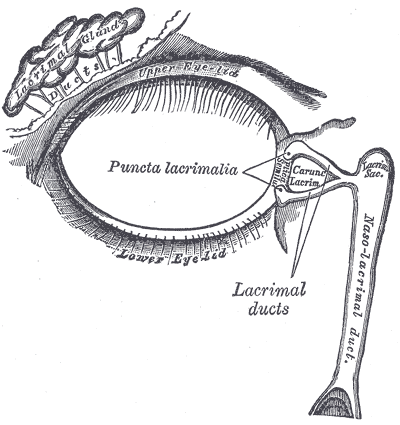
Canalul lacrimonazal drept.

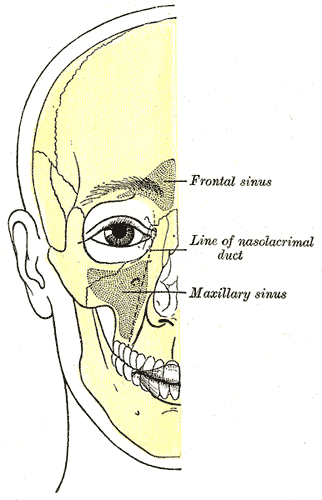
Canalul lacrimonazal privit din faţă.

Canalul lacrimonazal (ductus nasolacrimalis) este un conduct care conduce lacrimile din sacul lacrimal la meatul inferior al foselor nazale. Este compus dintr-un tub membranos -  canalul lacrimal membranos, conținut într-un canal osos - canalul lacrimal osos. Canalul lacrimal osos, este delimitat de osul lacrimal, maxilarul superior și cornetul nazal inferior. Desciderea canalului lacrimonazal în meatul inferior al foselor nazale este parțial acoperit de un pliu mucozal numit valva lui Hasner (Plica lacrimalis).
Excesul de lacrimi curge prin canalul lacrimonazal care se varsă în cavitatea nazală. Acesta este motivul pentru care nasul începe să curgă atunci când o persoană plânge sau are ochii umezi din cauza unei alergii.
Obstrucția canalului nazolacrimal cunoscută sub numele de dacriostenoză, duce la o hipersecreție lacrimală (epifora). O obstrucție congenitală poate provoca extinderea chistica a conductei - dacrocistocel sau chistul Timo.